# فكتور كانيفسكي
فكتور كانيفسكي (بالأوكرانية: Віктор Ізраїльович Каневський)‏ (مواليد 3 أكتوبر 1936) هو لاعب كرة قدم. لعب مع منتخب الاتحاد السوفيتي لكرة القدم. سبق له أن لعب في كأس العالم لكرة القدم مع منتخب بلاده.

## مسيرته الكروية
لعب فكتور كانيفسكي خلال مسيرته الاحترافية مع ناديين في ثلاثة عشر موسمًا وسجل خلالها 88 هدفًا ضمن 220 مباراة. حيث فاز في موسمين بالكأس وفي موسم واحد بالدوري.
خاض فكتور كانيفسكي مسيرته مع نادي دينامو كييف في موسم 1954 ليلعب معه أحد عشر موسمًا، مشاركًا في 198 مباراة سجل خلالها 82 هدفًا. ثم انتقل إلى نادي تشورنومورتس أوديسا في عامي 1965-1967 ولمدة موسمين، حيث شارك في 22 مباراة سجل خلالها 6 أهداف.

## روابط خارجية
- فكتور كانيفسكي على موقع قاعدة بيانات كرة القدم.إي يو (الإنجليزية)
- فكتور كانيفسكي على موقع ناشيونال فوتبول تيمز (الإنجليزية)